# Tex Oliver
Gerald Allen „Tex” Oliver (1899. november 21. – Costa Mesa, Kalifornia, 1988. április 10.) amerikai amerikaifutball-edző.

## Pályafutása
1933 és 1937 között az Arizona Wildcats vezetőedzője volt, ahol egyetlen vesztes szezonja sem volt. 1938 és 1941 között, valamint 1945–1946-ban az Oregon Webfoots munkatársa volt.

## Halála
Visszavonulását követően kaliforniai tankerületeknél dolgozott. 1988. április 10-én hunyt el rákban Costa Mesa-i otthonában.

## Eredményei vezetőedzőként

### Egyetemi
| Szezon                                         | Eredmény                             | Eredmény                             | Helyezés                             |
| Szezon                                         | Összesen                             | Konferencia                          | Helyezés                             |
| Arizona Wildcats (Border Conference)           | Arizona Wildcats (Border Conference) | Arizona Wildcats (Border Conference) | Arizona Wildcats (Border Conference) |
| ---------------------------------------------- | ------------------------------------ | ------------------------------------ | ------------------------------------ |
| 1933                                           | 5–3                                  | 3–2                                  | T–3.                                 |
| 1934                                           | 7–2–1                                | 2–1–1                                | 3.                                   |
| 1935                                           | 7–2                                  | 4–0                                  | 1.                                   |
| 1936                                           | 5–2–3                                | 3–0–1                                | 3.                                   |
| 1937                                           | 8–2                                  | 3–1                                  | 3.                                   |
| Arizona:                                       | 32–11–2                              | 15–4–2                               | –                                    |
| Oregon Webfoots (Pacific Coast Conference)     |                                      |                                      |                                      |
| 1938                                           | 4–5                                  | 4–4                                  | 5.                                   |
| 1939                                           | 3–4–1                                | 3–3–1                                | 5.                                   |
| 1940                                           | 4–4–1                                | 3–4–1                                | 5.                                   |
| 1941                                           | 5–5                                  | 4–4                                  | 5.                                   |
| Saint Mary’s Pre-Flight Air Devils (Független) |                                      |                                      |                                      |
| 1942                                           | 6–3–1                                | –                                    | –                                    |
| Saint Mary’s:                                  | 6–3–1                                | –                                    | –                                    |
| Oregon Webfoots (Pacific Coast Conference)     |                                      |                                      |                                      |
| 1945                                           | 3–6                                  | 3–6                                  | 7.                                   |
| 1946                                           | 4–4–1                                | 3–4–1                                | 6.                                   |
| Oregon:                                        | 23–28–3                              | 20–25–3                              | –                                    |
| Összesen:                                      | 61–42–8                              | –                                    | –                                    |
| Jelmagyarázat: Konferenciabajnok               |                                      |                                      |                                      |

### Junior
| Szezon                                 | Eredmény                               | Eredmény                               | Helyezés                               |
| Szezon                                 | Összesen                               | Konferencia                            | Helyezés                               |
| Fullerton Hornets (Eastern Conference) | Fullerton Hornets (Eastern Conference) | Fullerton Hornets (Eastern Conference) | Fullerton Hornets (Eastern Conference) |
| -------------------------------------- | -------------------------------------- | -------------------------------------- | -------------------------------------- |
| 1950                                   | 4–4–2                                  | 1–3–2                                  | 5.                                     |
| 1951                                   | 4–6                                    | 2–4                                    | T–4.                                   |
| Összesen:                              | 8–10–2                                 | 3–7–2                                  | –                                      |

## Fordítás
- Ez a szócikk részben vagy egészben  a   Tex Oliver című angol Wikipédia-szócikk ezen változatának fordításán alapul.  Az eredeti cikk szerkesztőit annak laptörténete sorolja fel. Ez a jelzés csupán a megfogalmazás eredetét és a szerzői jogokat jelzi, nem szolgál a cikkben szereplő információk forrásmegjelöléseként.